# More Than You Know
More Than You Know is een lied van het Zweedse muziekduo Axwell Λ Ingrosso.
Het lied werd op 27 mei 2017 uitgebracht als digitale download in Zweden, en later op de ep More than you know. Het werd geschreven door Sebastian Ingrosso, Salem Al Fakir, Axel Hedfors, Vincent Pontare en Richard Zastenker, en wordt gezongen door Kristoffer Fogelmark. Het haalde uiteindelijk een tweede positie op de Zweedse Singles Top 100 van 9 juni en 22 juni 2017. In 2017 stond het nummer op de tweede plek in de Dance 15 van The X Vibe, een jaarlijkse hitlijst met de populairste dancenummers van het jaar.
In oktober 2017 brachten de Colombiaanse zanger Sebastián Yatra en het duo Cali & El Dandee een latin remix uit.